# Armour
Armour è una città e il capoluogo della contea di Douglas, Dakota del Sud, Stati Uniti. La popolazione era di 698 abitanti al censimento del 2020.

## Geografia fisica
Secondo l'Ufficio del censimento degli Stati Uniti, ha una superficie totale di 0,95 mi² (2,46 km²).

## Storia
Armour è stata fondata nel 1885. La città prende il nome da Philip Danforth Armour, fondatore della Armour and Company, un'azienda di confezionamento della carne. Contrariamente alla credenza popolare, Armour non è mai stata sede di un impianto di confezionamento della carne; il signor Armour era anche il presidente della ferrovia che passava attraverso l'omonima città e aveva donato una campana alla chiesa locale. Le squadre di atletica della Armour High School erano precedentemente conosciute come "Packers" in riferimento alla nota azienda di confezionamento della carne, sebbene oggi la scuola superiore pratichi i suoi sport in collaborazione con la Tripp-Delmont High School sotto la denominazione di "Armour/Tripp-DelmontNighthawks".

## Società

### Evoluzione demografica
Secondo il censimento del 2020, la popolazione era di 698 abitanti.